# سر علني (مسلسل)
سر علني هو مسلسل تلفزيوني مصري عرض في رمضان 1433هـ/2012.

## أحداث المسلسل
تقوم غادة عادل بدور الدكتورة أمينة العربي، دكتورة قى الاقتصاد والعلوم السياسية بإحدى الجامعات الخاصة، والتي ألفت منذ عدة سنوات كتاباً بعنوان «العهد» تتحدث فيه عن بعض المؤسسات الطبية التي تنفق الملايين لتصنيع فيروسات لأمراض جديدة وتصنيع المصل أيضاً، ثم ينشرون المرض ليصيب أكبر عدد من الناس ثم يبدأون في بيع الدواء بالسعر الذي يريدونه. تتناول د/أمينة هذا الموضوع في كتابها بطريقة «الإسقاط» ولكن يتم منع كتابها من النشر ويصبح من الكتب المحظورة بسبب احتوائه على معلومات في غاية الأهمية.
تكتشف أمينة أن زوجها الدكتور أحمد مشترك في تلك العمليات المشبوهة، فهو يملك مستشفى للدم يعالج فيها مرضى فيروس سى، وتكتشف أمينة أن هناك شركة كبيرة إسمها أكسيوم تمول مستشفى الدم من أجل الوصول لعلاج لفيروس سى ولكن الحقيقة أن الدكتور أحمد يقوم بتجربة الدواء الجديد على المرضى بدون التأكد من أن هذا الدواء ليس له أعراض جانبية. بمرور الوقت، يتحور الفيروس في جسد أحد المرضى بالمستشفى بسبب تجربة الدواء الجديد عليه، ثم يموت هذا الطفل وتنفضح القصة، ويتم التحقيق بشكل رسمي في الواقعة ثم يتم قتل الدكتور أحمد على يد شقيق المريض المتوفى.

## الممثلون
| - غادة عادل: د/ أمينة العربي - إياد نصار: ياسين مراد كامل - سامي العدل: د/ محمود العربي - شويكار: وجيدة والدة د/ أحمد أبو العلا - مايا نصري: كليوباترا عماد الدين "كليو" - أحمد فهمى: د/ أحمد أبو العلا - صبري فواز - فراس سعيد | - ياسر علي ماهر - محمد ممدوح: معروف أخ رضا - نادية خيري - محمد علاء - أحمد مجدي: فريد - نهى إسماعيل - سيف الاسواني: د. أيمن - مي القاضي | - على خليفة - حمدي عباس - جمال يوسف - نفرتاري جمال - هيثم صلاح - أحمد الطنجي - إنجي علي - سلوى محمد علي | - إيفا - أحمد مصطفى - طاهر علي - محمد شيرين - جمال السنوسي - أمل عباس - محمد صلاح - محمد الشناوي | - أحمد الشامى - كاميليا إبراهيم - وائل الطيب - ياسمين رحيم - محمد أمين - ملك ياسر: طفلة - حمدي الشريف: طفل - ملك أيمن: طفلة |